# Gundula Bavendamm

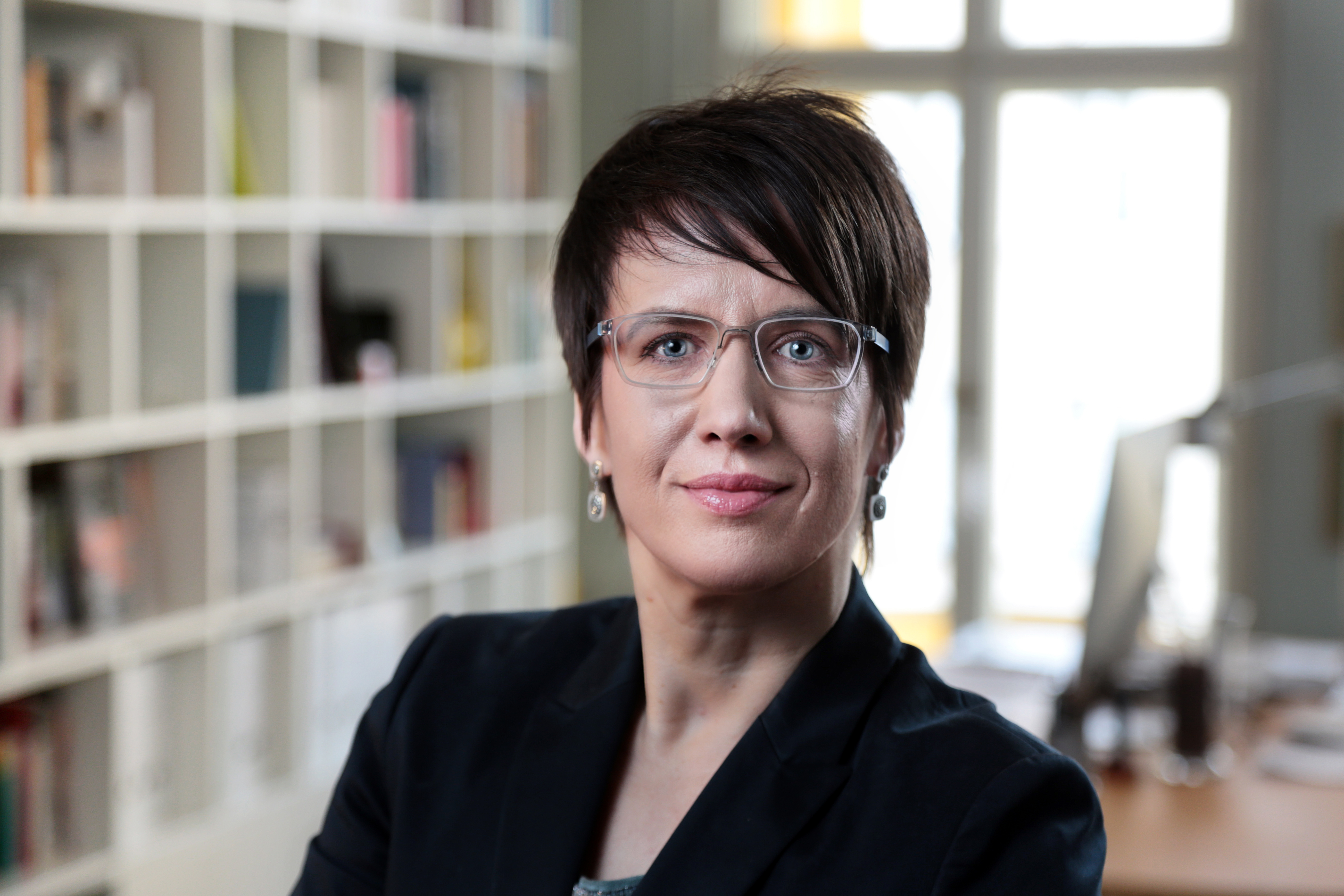
Gundula Bavendamm (2016)

Gundula Bavendamm (* 1965 in Reinbek) ist eine deutsche Historikerin und Kulturmanagerin. Von 2010 bis 2016 leitete sie das AlliiertenMuseum in Berlin. Seit dem 1. April 2016 ist sie Direktorin der Stiftung Flucht, Vertreibung, Versöhnung in Berlin.

## Leben
Bavendamm wurde 1965 als eine Tochter des Historikers Dirk Bavendamm und seiner Frau Mechthild geboren. Sie studierte von 1985 bis 1993 Neuere und Neueste Geschichte, Politikwissenschaft und Germanistik an der Albert-Ludwigs-Universität Freiburg (M.A.) und wurde 2001 bei Gerd Krumeich an der Philosophischen Fakultät IV mit der Dissertation Spionage und Verrat. Konspirative Kriegserzählungen und französische Innenpolitik, 1914–1917 zum Dr. phil. promoviert. Sie war Stipendiatin des Deutschen Historischen Instituts Paris und des Centre de Recherche des Historial de la Grande Guerre. 2009 erwarb sie ein Zertifikat in Kulturmanagement vom Institut für Kulturmanagement der Pädagogischen Hochschule Ludwigsburg.
Von 1997 bis 1999 arbeitete sie in der Verwaltung des Max-Planck-Instituts für Immunbiologie. Von 2001 bis 2004 war sie wissenschaftliche Mitarbeiterin und Kuratorin am Deutschen Historischen Museum in Berlin. 2005 war sie am Frankreichzentrum der Technischen Universität Berlin tätig. 2006/07 war sie Kuratorin am Museum für Kommunikation Frankfurt und 2007/08 ebendort als stellvertretende Leiterin der Abteilung Öffentlichkeitsarbeit tätig. Es folgte die Betreuung der Ausstellung Amerikaner in Hessen – Eine besondere Beziehung im Wandel der Zeit. Von 2010 bis 2016 leitete sie das AlliiertenMuseum in Berlin.
Im Februar 2016 wurde Bavendamm zur neuen Direktorin der Stiftung Flucht, Vertreibung, Versöhnung (SFVV) gewählt. Vor ihrem Amtsantritt beschrieb sie ihr neues Aufgabenfeld: Sie wolle wieder Wissenschaftler aus Polen und Tschechien sowie vielleicht „aus dem westlichen Ausland“ für den Beirat gewinnen. Grundsätzlich gelte: „Für die Stiftungsarbeit ist die Vertreibung der Deutschen nur ein Schwerpunkt, aber in der Dauerausstellung ist sie der Schwerpunkt.“ Sie verwies auf die Fluchterfahrungen in ihrer Familiengeschichte: Ihr Vater sei 1946 aus der Sowjetischen Besatzungszone in den Westen geflohen.
Sie ist u. a. Mitglied des wissenschaftlichen Beirates des Vereins Unsere Geschichte. Gedächtnis der Nation, der das Projekt Gedächtnis der Nation betreut. Bavendamm ist außerdem im Deutschen Komitee des Weltdokumentenerbes der UNESCO vertreten. Sie ist Mitglied des Arbeitskreises Militärgeschichte und des Deutschen Museumsbundes.
Bavendamm ist seit September 2006 mit dem Historiker Sönke Neitzel verheiratet und lebt in Berlin-Charlottenburg.

## Kritik
In ihrer Amtszeit als Leiterin des AlliiertenMuseums Berlin ließ sie jahrelang ihren Vater ehrenamtlich im Archiv des Museums arbeiten und dabei die historischen Akten der Alliierten Kommandantur ordnen, obwohl er als Geschichtsrevisionist den Nationalsozialismus und dessen Kriegsverbrechen in seinen Schriften verharmlost hatte.
In Verbindung mit der Absage einer von der Stiftung zur Eröffnung des Dokumentationszentrums „Flucht, Vertreibung, Versöhnung“ im Juni 2021 in Berlin geplanten Performance des Regisseurs Ersan Mondtag durch Mondtag wurde von dem Journalisten Thomas Fitzel, einem langjährigen Beobachter der Stiftungsentwicklung, „Dilettantismus“ seitens der Stiftung konstatiert und in diesem Zusammenhang zur Positionierung der Stiftungsdirektorin Gundula Bavendamm u. a. angemerkt, er „vermisse bei ihr schon seit Langem irgendetwas wie eine Haltung, an der man sie festmachen könnte“.

## Schriften (Auswahl)
- Spionage und Verrat. Konspirative Kriegserzählungen und französische Innenpolitik, 1914–1917 (= Schriften der Bibliothek für Zeitgeschichte. N.F., Bd. 16). Klartext, Essen 2004, ISBN 3-89861-143-4.
- (Mitautorin, Hrsg. von Rainer Rother): Der Weltkrieg 1914–1918. Ereignis und Erinnerung. [Ausstellungshalle von I. M. Pei, 13. Mai bis 16. August 2004, Deutsches Historisches Museum, Berlin]. Im Auftrag des Deutschen Historischen Museums, Ed. Minerva, Wolfratshausen 2004, ISBN 3-932353-89-7.
- (Hrsg. mit Helmut Gold, Benedikt Burkard): Globalisierung 2.0. Katalog zur gleichnamigen Ausstellung. Edition Braus im Wachter Verlag, Heidelberg 2007.
- (Hrsg.): Amerikaner in Hessen. Eine besondere Beziehung im Wandel der Zeit. [Anlässlich der Sonderausstellung „Amerikaner in Hessen – eine Besondere Beziehung im Wandel der Zeit“. Historisches Museum Hanau Schloss Philippsruhe, 21. November 2008 bis 29. März 2009]. Im Auftrag des Magistrats der Stadt Hanau und des Hanauer Geschichtsvereins 1844 e. V., CoCon Verlag, Hanau 2008, ISBN 978-3-937774-65-7.
- (Mitautorin, Stefan Brauburger): Wernher von Braun. Ein deutsches Genie zwischen Untergangswahn und Raketenträumen. Pendo, München 2009, ISBN 978-3-86612-228-4.
- (Hrsg.): Wie ein Pulverfass! Berlin-Krise und Mauerbau. [Zur Ausstellung „Wie ein Pulverfass! Berlin-Krise und Mauerbau“ im AlliiertenMuseum, Berlin, 12. August 2011 bis 8. Januar 2012]. Berlin Story Verlag, Berlin 2011, ISBN 978-3-86368-025-1.